# Richard Kimble

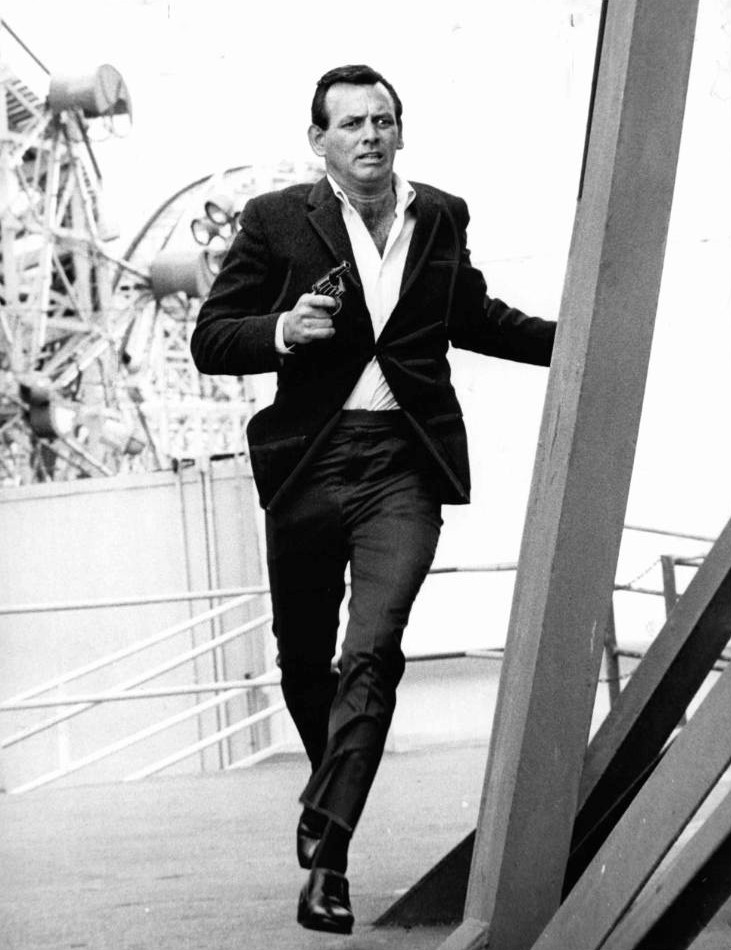
David Janssen dans le rôle de Richard Kimble dans la première série télévisée américaine Le Fugitif.

Richard Kimble est un personnage de fiction.
Il est le héros de deux séries télévisées américaines : Le Fugitif de Quinn Martin et Roy Huggins (1963-1967) et Le Fugitif (2000–2001), et d'un film Le Fugitif d'Andrew Davis (1993).

## Biographie
Richard David Kimble est un pédiatre (première série) ou chirurgien vasculaire (film) qui est accusé à tort du meurtre de sa femme. Fugitif, il recherche le vrai coupable.

## Acteurs
- Série télévisée : David Janssen (1963 - 1967) et Timothy Daly (2000 - 2001)
- Film : Harrison Ford (1993)

## Autour du personnage
Ces séries seraient inspirées de l'histoire vraie du Docteur Sam Sheppard.